# Río Sal (Goa)
El Río Sal (en portugués: Rio Sal) es un pequeño río en Salcete, en el estado de Goa en la India. El río se origina cerca de Margao y pasa por los pueblos de Benaulim, Navelim, Varca, Orlim, Carmona, Dramapur, Chinchinim, Assolna, Cavelossim, Mobor y desemboca en el Mar Arábigo en Betul.
Los residentes locales de Benaulim se han quejado al Gobierno desde 2008 por la contaminación y el vertido de basura en el río y los residentes de Carmona han elevado una petición de Greenpeace para detener un " megaproyecto de vivienda ", que se teme se sumará a la contaminación ya existente.